# Chelicopia fax
Chelicopia fax is een mosselkreeftjessoort uit de familie van de Sarsiellidae. De wetenschappelijke naam van de soort is voor het eerst geldig gepubliceerd in 1998 door Kornicker in Kornicker & Thomassin.